# Elmer George
Elmer George, ameriški dirkač Formule 1, * 15. julij 1928, Hockerville, Oklahoma, ZDA, † 31. maj 1976, Terre Haute, Indiana, ZDA.
Elmer George je pokojni ameriški dirkač, ki je med letoma 1957 in 1963 sodeloval na ameriški dirki Indianapolis 500, ki je med letoma 1950 in 1960 štela tudi za prvenstvo Formule 1. Leta 1957 je zasedel triintrideseto mesto. Umrl je leta 1976.